# Esther Denner
Esther Denner, verh. Verpoorten (* um 1720; † 30. August 1779 in Neustrelitz) war eine deutsche Malerin.

## Leben
Esther Denner war eins von sechs Kindern, fünf Mädchen und einem Jungen, des Malers Balthasar Denner und seiner Frau Esther, geb. Winter. Als Kind lebte sie mit der Familie einige Jahre in England. Von ihrem Vater erhielt sie Unterricht in Malerei und Zeichenkunst. Zusammen mit ihren Schwestern Maria und Catharina (* 1715) und ihrem Bruder Jacob (* 1722) half sie dem Vater bei der Fertigstellung seiner Porträts. Eigene Werke schuf sie für den Hof von Mecklenburg-Strelitz.
Sie war verheiratet mit dem Neustrelitzer Hofarzt Johann Christian Wilhelm Verpoorten.

## Werke
- Porträt Sophie Charlotte, vor 1761
- Porträt Adolf Friedrich IV. , 1763
- Tuschfederzeichnung Putti beim Fischen, 2004 im Kunsthandel

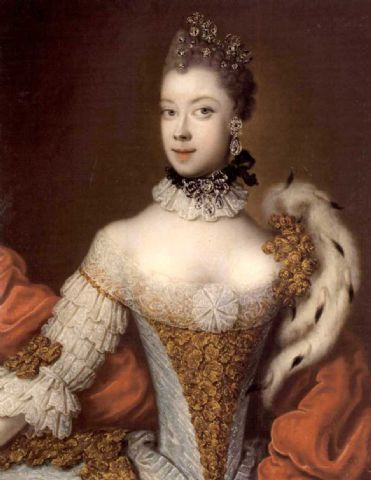
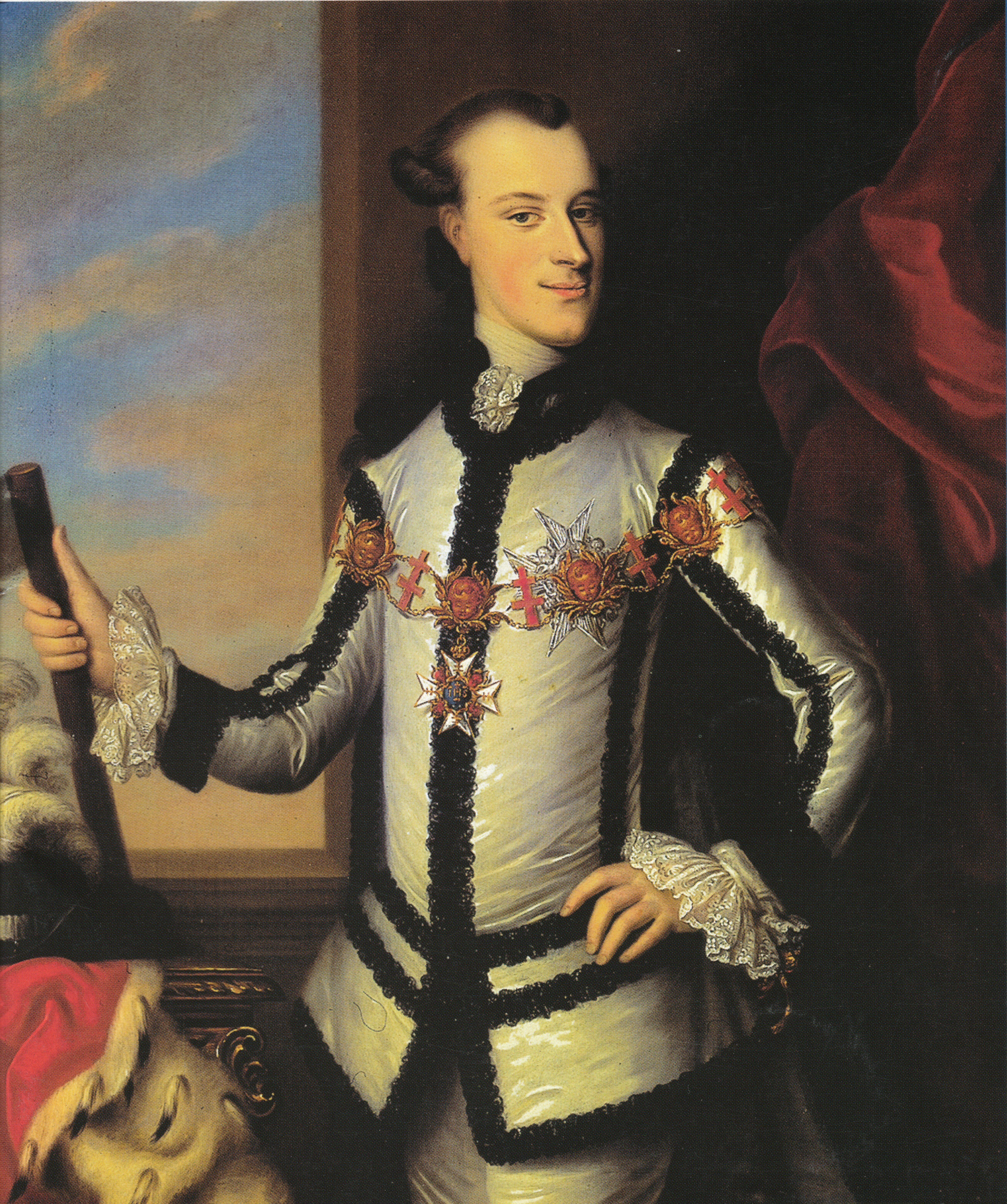